# Бен Джонстон (композитор)
Бенджамін Бервелл Джонстон молодший (англ. Benjamin Burwell Johnston Jr.; 15 березня 1926, Мейкон, Джорджія, США — 21 липня 2019, Дейн, Вісконсін, США) — американський композитор сучасної академічної музики.
Бен Джонстон народився 1926 року в Мейконі, Джорджія, США. Здобув освіту в Коледжі Вільяма і Мері та Консерваторії Цинциннаті. Серед його вчителів були Гаррі Парч, Даріус Мійо та Джон Кейдж. З 1951 по 1983 роки Джонстон викладав композицію та теорію музики в Університеті Іллінойсу в Урбана-Шампейн. Він є автором понад ста музичних творів, серед яких симфонічний Квінтет для груп, вокальна композиція Sonnets of Desolation, рок-опера «Кармілла», Соната для мікротонового фортепіано, Сюїта для мікротонового фортепіано та десять струнних квартетів. Також Джонстон написав понад сорок статей, присвячених теорії музики, своїм творам, творчості інших композиторів та стану сучасного композиторського мистецтва.
Бен Джонстон вважається одним з провідних американських композиторів мікротональної музики, основаної на чистому строї, що на відміну від рівномірно-темперованого, використовує інтервали, у яких відношення частот звуків можна записати за допомогою невеликих натуральних чисел. Попри значний внесок в теорію мікроінтерваліки, Бен Джонстон все життя залишався маловідомим композитором, чиї твори зрідка виконувалися на концертах або виходили на музичних альбомах. Його називали найкращим з невідомих композиторів США, а Сьомий струнний квартет Джонстона визнавали одним з найскладніших для виконання музичних творів в історії музики.

## Життєпис

### Дитинство та юність
Бенджамін Бервелл Джонстон народився 15 березня 1926 року в Мейконі, штат Джорджія, США, в родині Бенджаміна Бервелла Джонстона-старшого та Джанет Росс Джонстон. Його батько був редактором місцевої газети The Telegraph, а мати — вчителькою недільної школи. У п'ятирічному віці Бен пішов у школу, а ще за рік почав брати уроки гри на фортепіано. 1935 року хлопець почав відвідувати баптистську церкву разом із чотирирічною сестрою Джанет та був хрещений. В часи Великої депресії мати Джонстона почала працювати стенографістом, а за маленькими Беном та Джанет та їхньою хворою бабусею доглядала прислуга. В цей час Джонстон познайомився з грамофонними записами Дюка Еллінгтона та Джиммі Лансфорда, відвідував виступи бразильської піаністки Гіомар Новаес та опери «Кармен» та «Гензель і Гретель».
1937 року родина Джонстонів переїхала до Ричмонду, штат Вірджинія, де батько Бена обійняв посаду редактора видання Richmond Times-Dispatch. Джонстон-молодший перейшов до місцевої школи та продовжив навчання гри на фортепіано. Після випадкового відвідування лекції у Весліанському коледжі в передмісті Мейкона, куди Джонстон приїхав на похорон бабусі, він дізнався про зв'язок між творчістю Клода Дебюссі й фізичними дослідженнями Германа фон Гельмгольца, та зацікавився акустикою й теорією музики.
Наприкінці 1930-х років тринадцятирічний Бен Джонстон почав писати власні музичні твори. Також він був редактором шкільної газети The Jeffersonian та писав вірші. 1943 року Джонстон здобув перші музичні нагороди: його пісня Homeward та Фуга в ре-мажорі для фортепіано були визнані переможцями конкурсу, започаткованого журналом Scholastic Magazine.

### Музична освіта

#### Служба в армії (1944—1946)
1943 року Джонстон вступив до Коледжу Вільяма і Мері, де вивчав французьку мову. 30 січня 1944 року у студентському клубі коледжу відбувся концерт, на якому прозвучали твори Джонстона, пісні та композиції для фортепіано, кларнета й скрипки, після чого в газеті Richmond Times Dispatch з'явилося перше інтерв'ю із сімнадцятирічним музикантом.

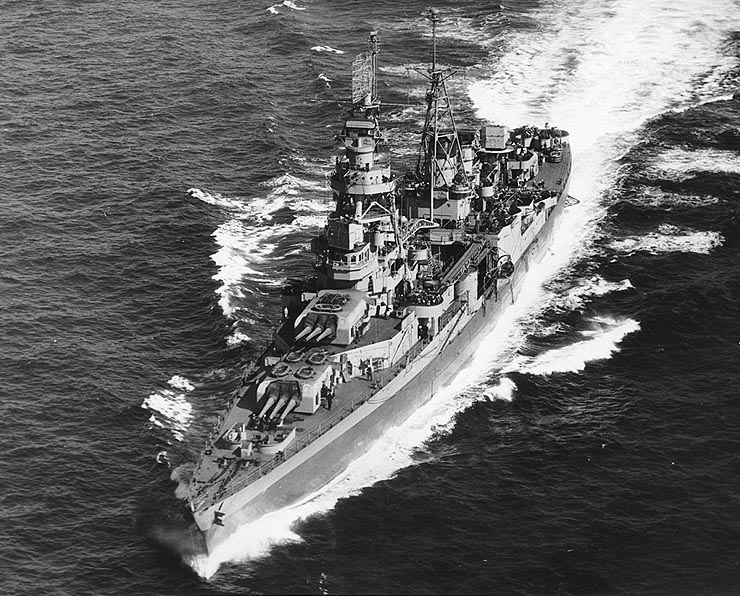
З 1944 по 1946 роки Бен Джонстон ніс службу на крейсері «Огаста»

В розпал Другої світової війни, 1944 року Бен Джонстон пішов служити в армію, приєднавшись до Військово-морських сил США. Спочатку його відправили до тренувального центру в Чикаго, але згодом — до Музичної школи ВМС США у Вашингтоні, де він вивчав теорію музики, оркестрове аранжування, продовжував опановувати фортепіано і тромбон. Бен Джонстон ніс службу на важкому крейсері «Огаста» в складі Атлантичного флоту. Внаслідок психологічного стресу у юнака почалися проблемі зі здоров'ям, і врешті-решт його звільнили з військової служби.

#### Одруження та освіта (1946—1950)
Повернувшись до Ричмонда, Бен Джонстон став заробляти на життя грою на фортепіано в місцевому Національному театрі. Він продовжував писати музику, і 1946 року його твір All the King's Horses посів друге місце у національному змаганні композиторів, організованому федерацією музичних клубів. Невдовзі Джонстон опинився в Мейсон-Сіті, штат Айова, де працював із танцювальним колективом, і одружився зі співачкою Дороті Гейнс. Шлюб виявився недовговічним: після суперечок щодо власного майбутнього — Дороті наполягала на переїзді до Каліфорнії, щоб вести богемний спосіб життя, а Бен відмовлявся через відсутність коштів, — за пів року пара розійшлася. Засмучений Джонстон важко переносив розлучення, захворів на запалення легень, і лише після приїзду батька погодився повернутися до коледжу.

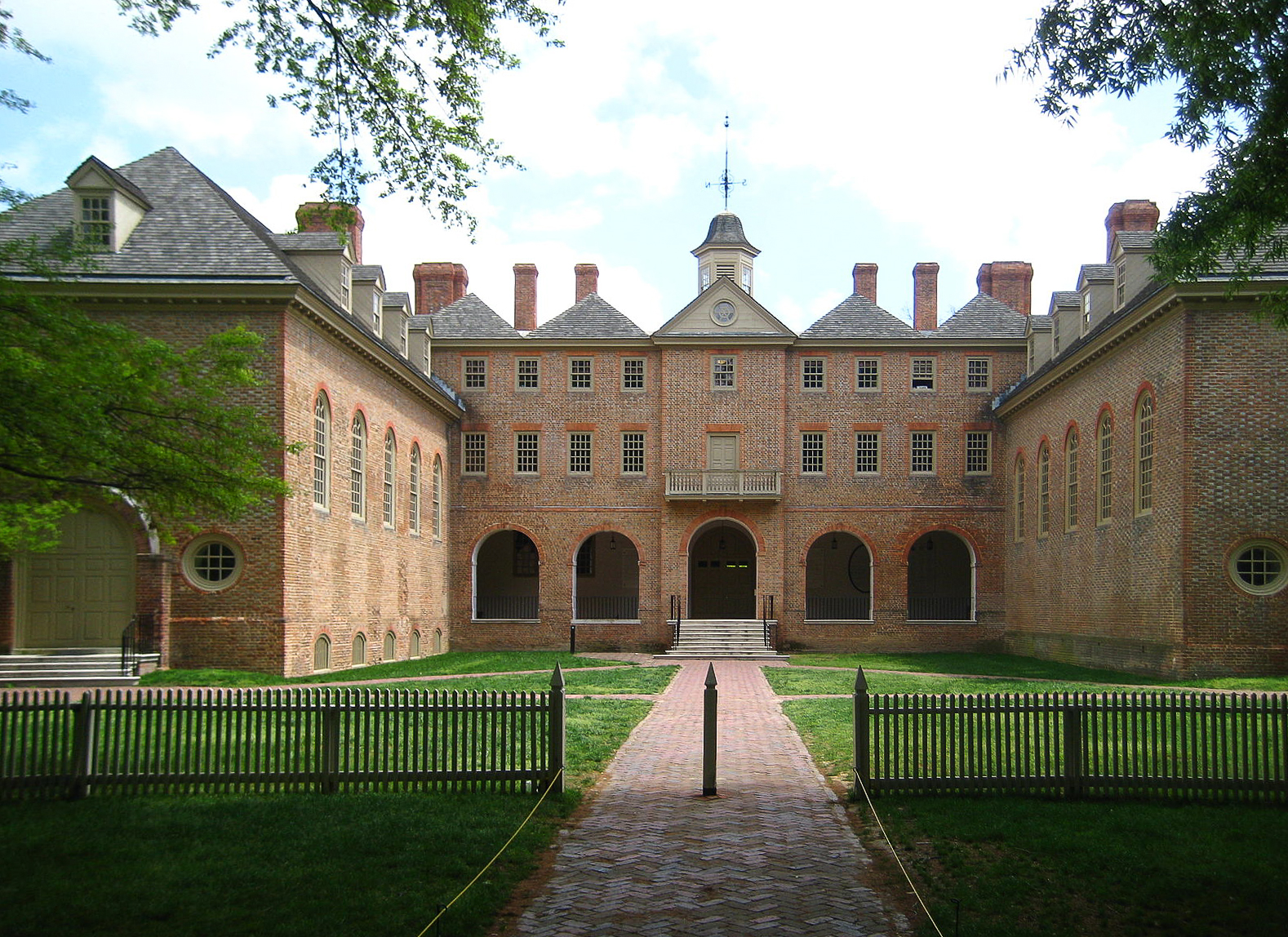
1949 року Джонстон закінчив Коледж Вільяма і Мері

1947 року Джонстон познайомився з молодим театральним режисером Вілфордом Лічем. Першим результатом їхньої співпраці став мюзикл Carry Me Back, який привернув увагу організації Broadcast Music, Inc., що заробляла ліцензуванням музичних записів. Керівник відділу BMI Карл Гаверлін запросив Джонстона до Нью-Йорку, щоб переконати того писати популярні пісні, проте композитор відмовився, зосередившись на створенні класичної музики. 1949 року Джонстон закінчив Коледж Вільяма і Мері, здобувши ступінь бакалавра вільних мистецтв.
Наступним місцем навчання Бена Джонстона стала Консерваторія Цинциннаті. Лекції з атонального контрапункту надихнули композитора на створення 1949 року його першого твору із використанням серіальної техніки, Етюду-токати для фортепіано. На випускному концерті було зіграно твори Джонстона для фортепіано, духового квінтету, а також музичну адаптацію вірша Едварда Каммінгса Somewhere I have never travelled. Того ж року Джонстон одружився з Бетті Рут Голл, що вивчала живопис в Ричмондському професійному інституті; церемонія відбулася у квітні 1950 року в мировому суді в Лексингтоні, штат Кентуккі.

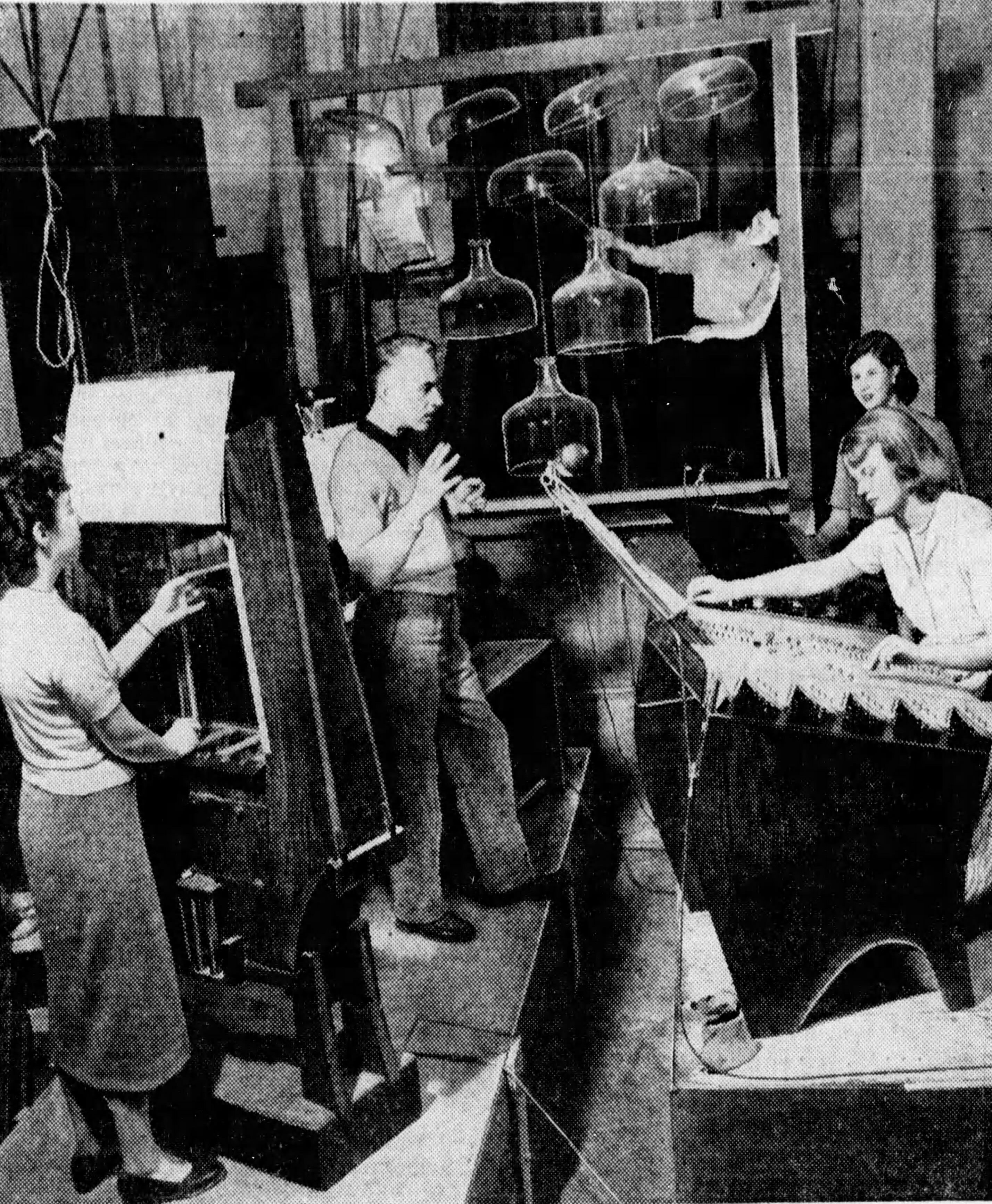
Упродовж 1950—1951 років наставником Бена Джонстона був Гаррі Парч

#### Учнівство у Парча та Мійо (1950—1952)
1950 року Бен Джонстон натрапив на книгу Genesis of a Music Гаррі Парча й вона вразила його настільки, що він написав авторові листа із проханням стати його учнем. Парч погодився на пропозицію та запросив Джонстона з дружиною до свого ранчо в Гуалалі, штат Каліфорнія. Учнівство Джонстона розпочалося в серпні 1950 року. Вони з Бетті доглядали за ранчо, натомість Джонстон обговорював з Парчем різні музичні теми, допомагав настроювати інструменти. Подружжя брало участь в записі декількох творів Парча, як-от Eleven Intrusions, The Letter та Dark Brother. Також Джонстон разом з Парчем написали музичний супровід для п'єси Вілфорда Ліча «Дерев'яний птах». Водночас Джонстон вивчав бароко-музику в громадському університеті Берклі.
В березні 1951 року Парч був змушений залишити Гуалалу через проблеми зі здоров'ям, а Джонстон переїхав до Окленду. Він навчався в місцевому Міллс-коледжі, а його викладачем став французький композитор Даріус Мійо. Попри жорстке ставлення Мійо до багатьох студентів, Джонстон високо цінував його здібності як вчителя. В цей період Джонстон написав адаптацію твору англійського поета Джона Донна A Nocturnal upon St. Lucy's Day та Концерт для духових. 1952 року Джонстон закінчив Міллс-коледж, здобувши ступінь магістра образотворчого мистецтва, а його випускною роботою був Концерт для перкусії.

### Викладацтво та творчість

#### Неокласичний період (1950-ті)

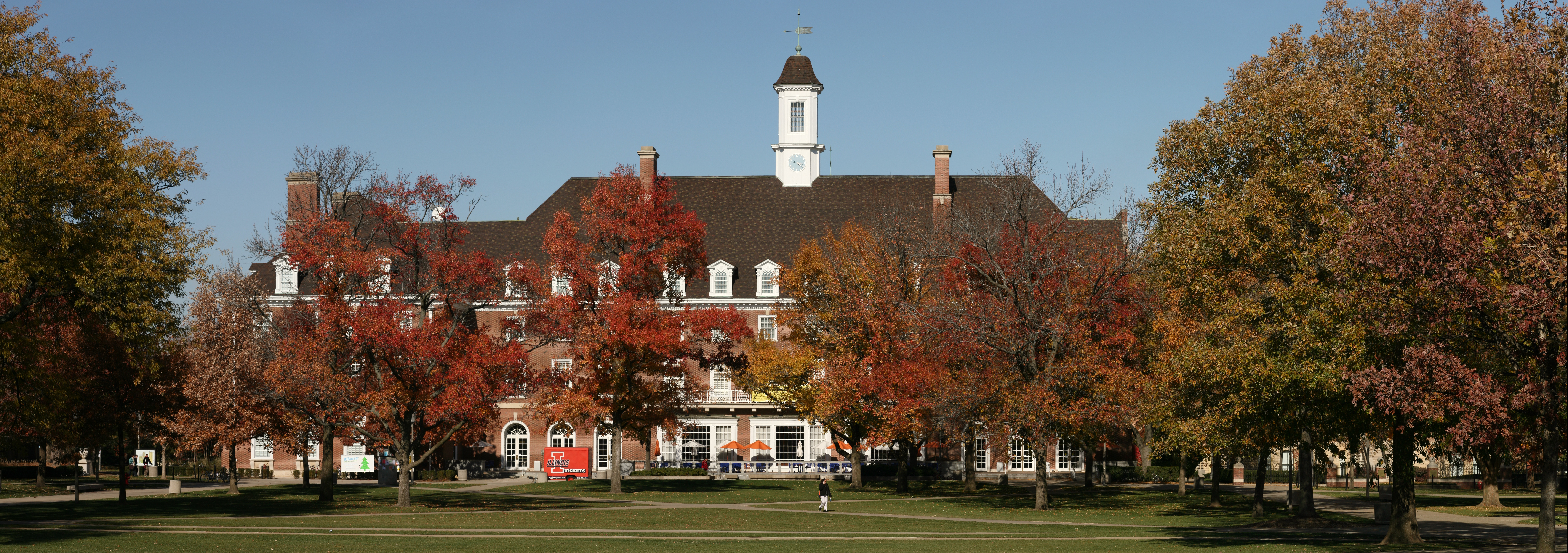
З 1951 року Джонстон викладав в Університеті Іллінойсу в Урбана-Шампейн

Восени 1951 року Бен Джонстон почав викладати в Університеті Іллінойсу в Урбана-Шампейн. Він працював на кафедрах музики та танцю та продовжував наукову діяльність. Влітку 1952 року Джонстон завітав до Нью-Йорку, де разом із композитором Ерлом Брауном взяв участь у записі експериментальної електроакустичної композиції Джона Кейджа Williams Mix, після чого замислювався над подачею заявки на грант Програми Фулбрайта для співпраці з французьким композитором П'єром Шеффером.
В середині 1950-х років Джонстон написав музичний супровід для п'єси «Зодіак Мемфіс-стріт», кантату Night, музику для балету St. Joan. Також він вперше відійшов від створення неокласичних творів, написавши пісню Three Chinese Lyrics на вірші поета-модерніста Езри Паунда для сопрано та двох скрипок. 1956 року Джонстон створив музику для камерної опери «Гертруда, або Чи буде вона рада отримати це?», яку того ж року поставив його давній партнер Вілфорд Ліч, а 1958 року — Септет для духового квінтету, віолончелі та контрабаса, який вважається вершиною його творчості періоду захоплення неокласицизмом.
Влітку 1959 року, під час перебування в художній колонії Яддо в Саратога-Спрінгс, штат Нью-Йорк, Бен Джонстон написав музику до балету «Гамбіт», постановником якого був Мерс Каннінгем. На відміну від попередніх класичних композицій Джонстона, «Гамбіт» був модерністським твором із впливом джазу, який поєднував серійну та тональну музику. Того ж року він написав серійний струнний квартет Nine Variations, також знаний як Струнний квартет № 1.

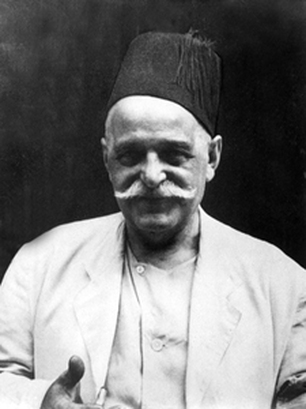
Наприкінці 1950-х років Джонстон з дружиною захопилися езотеричними працями Георгія Гурджиєва

Отримавши грант Ґуґґенгайма, композитор взяв в університеті річну відпустку та провів 1959—1960 роки в Нью-Йорку, де співпрацював з Мілтоном Беббіттом та Джоном Кейджем. Джонстон з дружиною також захопилися езотеричними працями філософа Георгія Гурджиєва та Петра Успенського, та відвідували заняття Фонду Гурджиєва. Рік, проведений в Нью-Йорку, виявився не дуже вдалим для Джонстона, бо він залишився незадоволеним співпрацею із Беббітом над створенням мікротональної електронної музики. Разом з тим, він створив декілька фрагментів композицій для перенастроєного фортепіано, а також розпочав роботу над своєю першою статтею з теорії музики.

#### Серіалізм та мікроінтерваліка (1960-ті)
Повернувшись з сабатікалу, 1960 року Бен Джонстон отримав постійний контракт викладача в Музичній школі при Університеті Іллінойсу. Того ж року він написав свій перший твір з використанням чистого строю, композицію Five Fragments на вірші Генрі Девіда Торо для альта, гобоя, віолончелі та фагота, та дві джазові композиції для університетського ансамблю — Ivesberg Revisited та Newcastle Troppo. 1961 року Джонстон написав серійну Сонату для скрипки та віолончелі, а ще за рік повернувся до чистого строю з адаптацією шекспірівської «Бурі» для меццо-сопрано, скрипки, флейти та гобою, що отримала назву A Sea Dirge. 1963 року написано твір Knocking Piece, який мав увійти до п'єси Вілфорда Ліча та виконуватися двома музикантами, що використовували б фортепіано як перкусію, відтворюючи пропорційні ритми. Також Джонстон написав Дует для флейти та контрабаса для Бертрама Турецкі та його дружини Ненсі.
1964 року Джонстон закінчив роботу над Сонатою для мікротонового фортепіано, яку розпочав ще п'ять років тому в Нью-Йорку. Соната виконувалася на інструменті, настроєному у натуральний стрій (5-limit just intonation). Її прем'єра відбулася в Урбані за рік; виконала сонату Клер Річардс. Також 1964 року Джонстон написав свій Струнний квартет № 2, який призначався Квартету ла Саля. Як і соната, квартет відрізнявся за звучанням від тогочасної музики через намір Джонстона «розширити музичний порядок далі у напрямку джунглів випадковості та складності» та широке використання технік серіалізму.

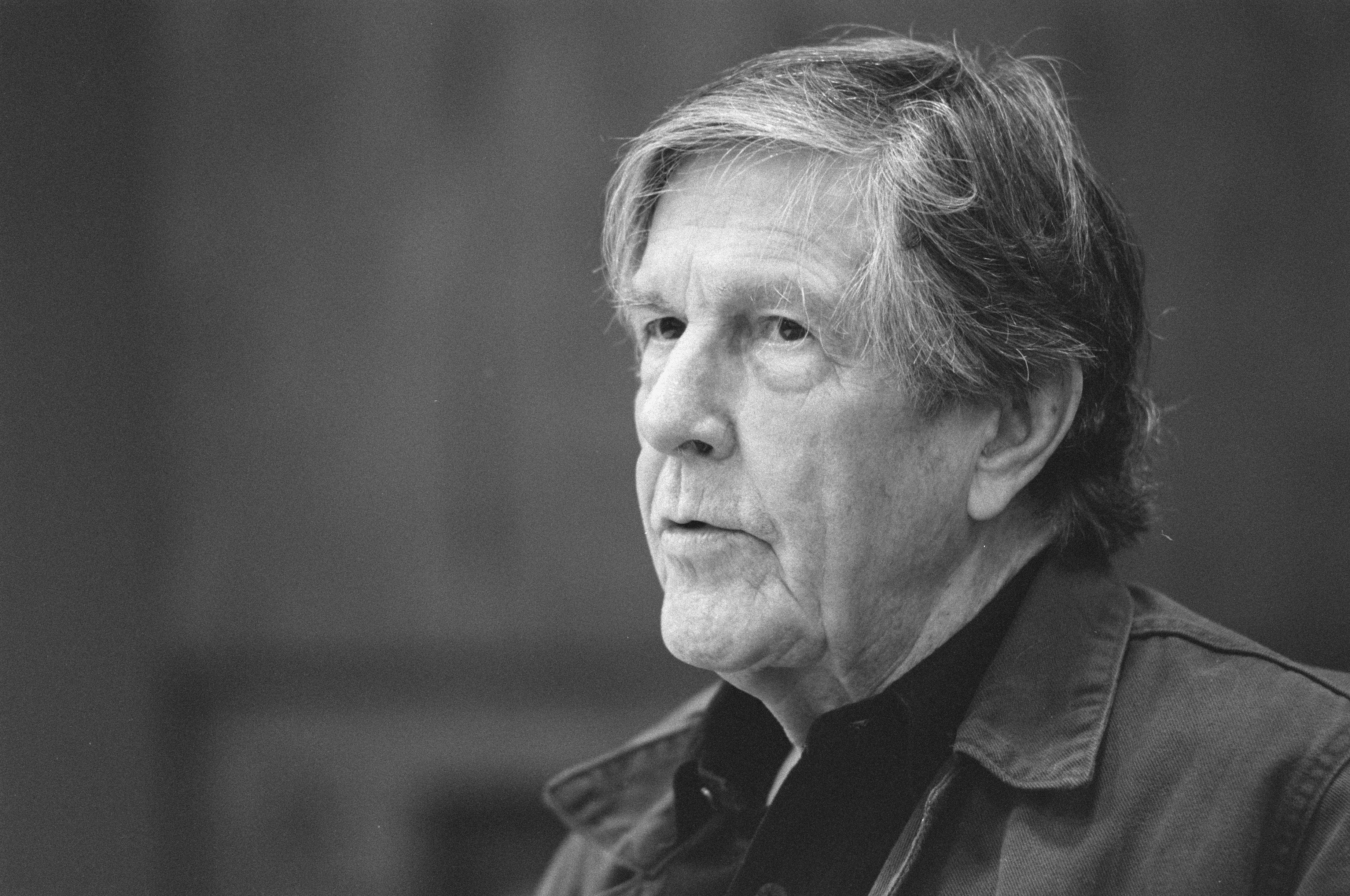
Серед найкращих друзів Джонстона був американський композитор-авангардист Джон Кейдж

Влітку 1966 року Бен Джонстон подорожував Європою з музикантами Університету Іллінойсу, які серед іншого виконували Knocking Piece. Після цього він взяв річну відпустку, протягом якої написав пісню Ci-Git Satie для вокального ансамблю The Swingle Singers, Квінтет для груп для Сент-Луїського симфонічного оркестру та Струнний квартет № 3. 1968 року на замовлення Смітсонівського інституту він записав електроакустичну композицію Museum Piece, а 1969 року — серію з чотирьох експериментальних інструментальних творів  Casta *, Recipe for a *, Conference — A Telephone Happening та Knocking Piece II. За рік на лейблі звукозапису Nonesuch Records вийшла грамофонна платівка, що містила HPSCHD Джона Кейджа й Леджарена Гіллера, та джонстонівський Струнний квартет № 2 у виконанні The Composers Quartet, і музика Джонстона вперше стала доступною широкому загалу слухачів.
Окрім викладацтва та композиторства, в цей період Бен Джонстон почав писати наукові тексти. В середині шістдесятих в журналі Perspectives of New Music вийшли його перші великі статті з теорії музики «Scalar Order as a Compositional Resource» (укр. Скалярний порядок як композиційний ресурс, 1964) та «Proportionality and Expanded Musical Pitch Relations» (укр. Пропорційність і розширене співвідношення музичних висот, 1966). Наприкінці шістдесятих він написав декілька статей на ширші теми, що торкалися питань сучасного композиторського мистецтва: «On Context» (укр. Про контекст), «How to Cook an Albatross» (укр. Як приготувати альбатроса), «Art and Survival» (укр. Мистецтво і виживання). 1970 року в журналі Source вийшла стаття Джонстона «Phase 1-a» (укр. Фаза 1а), в якій композитор вперше спробував систематизувати свої підходи до мікротонової музики.

#### Доступна музика (1970-ті)

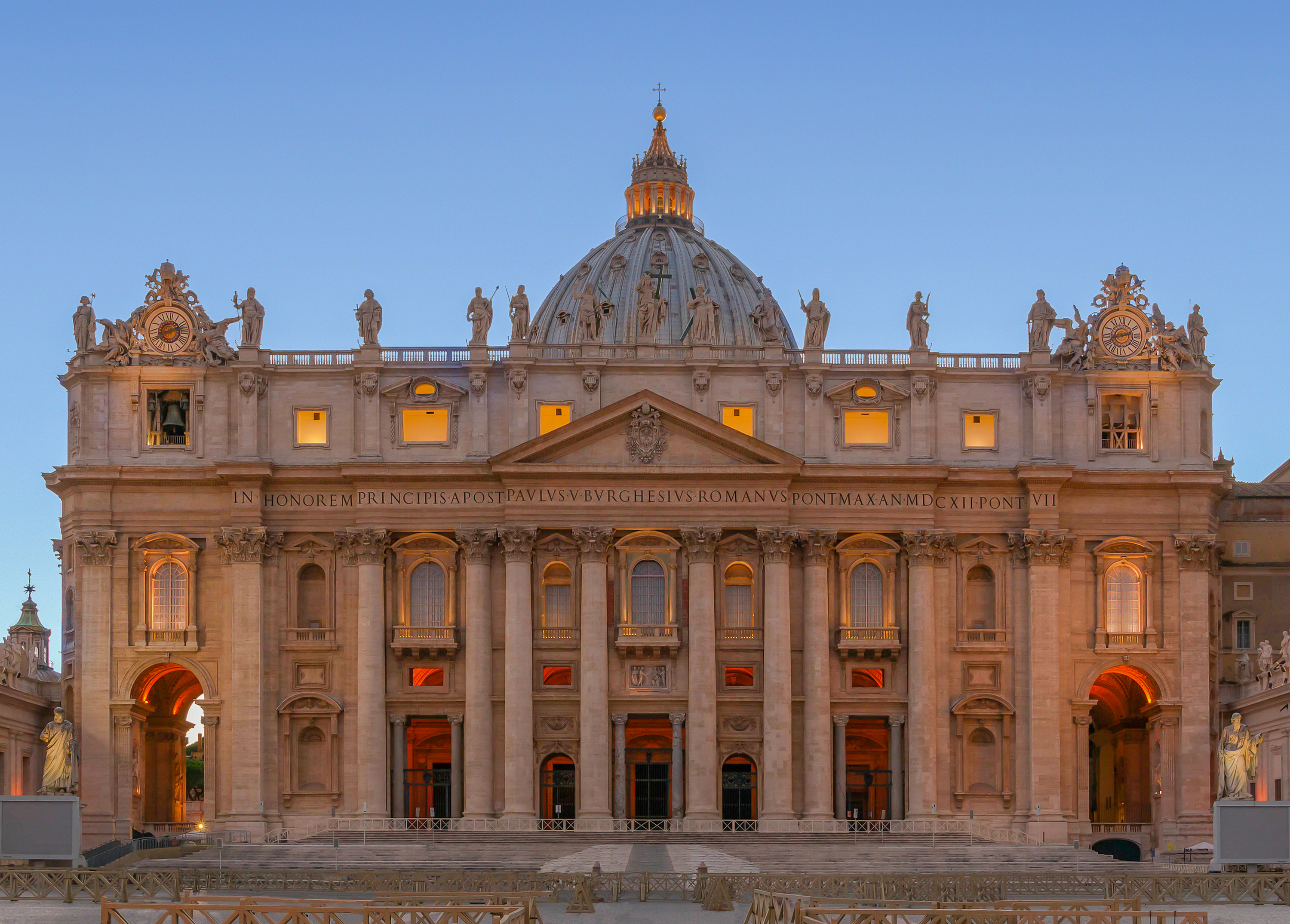
1970 року Бен Джонстон долучився до католицької церкви, що вплинуло на його подальшу творчість

На початку сімдесятих Бен Джонстон вирішив припинити роботу над авангардистськими творами, намагаючись зробити свою музику максимально доступною для неспеціалістів. Він приєднався до католицької церкви та став вважати, що «кожен твір має бути релігійним наміром». Втіленням оновленої естетики композитора стали твори, призначені для хорового співу: Rose, написаний на вірші доньки Джонстона Сібіл для шкільного хору, та Mass, для SATB-хору, тромбонів, органа, контрабаса та барабанів. Попри бажання бути ближчим до слухача, композиції були складними для виконання: побудовані на розширеному чистому строї (7-limit just intonation), вони вимагали від виконавців точного слуху, щоб розрізняти менші, ніж зазвичай, відмінності у висоті звучання.
Квінтесенцією композиторського таланту Джонстона та, на думку багатьох, його найкращим та найвідомішим твором став Струнний квартет № 4, варіації на тему християнського гімну «Чудова ласка». 12-хвилинна композиція містила числені модуляції, різні музичні строї (піфагорійський, чистий стрій та розширений чистий стрій), разом з тим вважалася неймовірно красивою та порівнювалася з «голосами ангелів». В цей же період за фінансової підтримки університету Джонстон придбав електронний орган Motorola Scalatron, який дозволяв виконувати мікротональну музику. Також 1974 року Бен Джонстон розпочав багаторічну співпрацю з балтиморським видавництвом Smith Publications, яке стало друкувати ноти його творів.
Після смерті Гаррі Парча у вересні 1974 року Джонстон присвятив йому лекцію в Університеті Каліфорнії, пізніше опубліковану під назвою «The Corporealism of Harry Partch», та композицію In Memory, Harry Partch. Він також отримав гранти від університетів Іллінойсу та Сан-Дієго на збір біографічних матеріалів, присвячених колишньому вчителю. 1977 року Джонстон читав лекції, присвячені Парчу, в Югославії, Німеччині, Шотландії та Англії, а 1978 року взяв участь в проєкті усної історії, досліджуючи життя свого вчителя, врешті-решт започаткувавши архів Гаррі Парча в музичній бібліотеці Університету Іллінойсу.

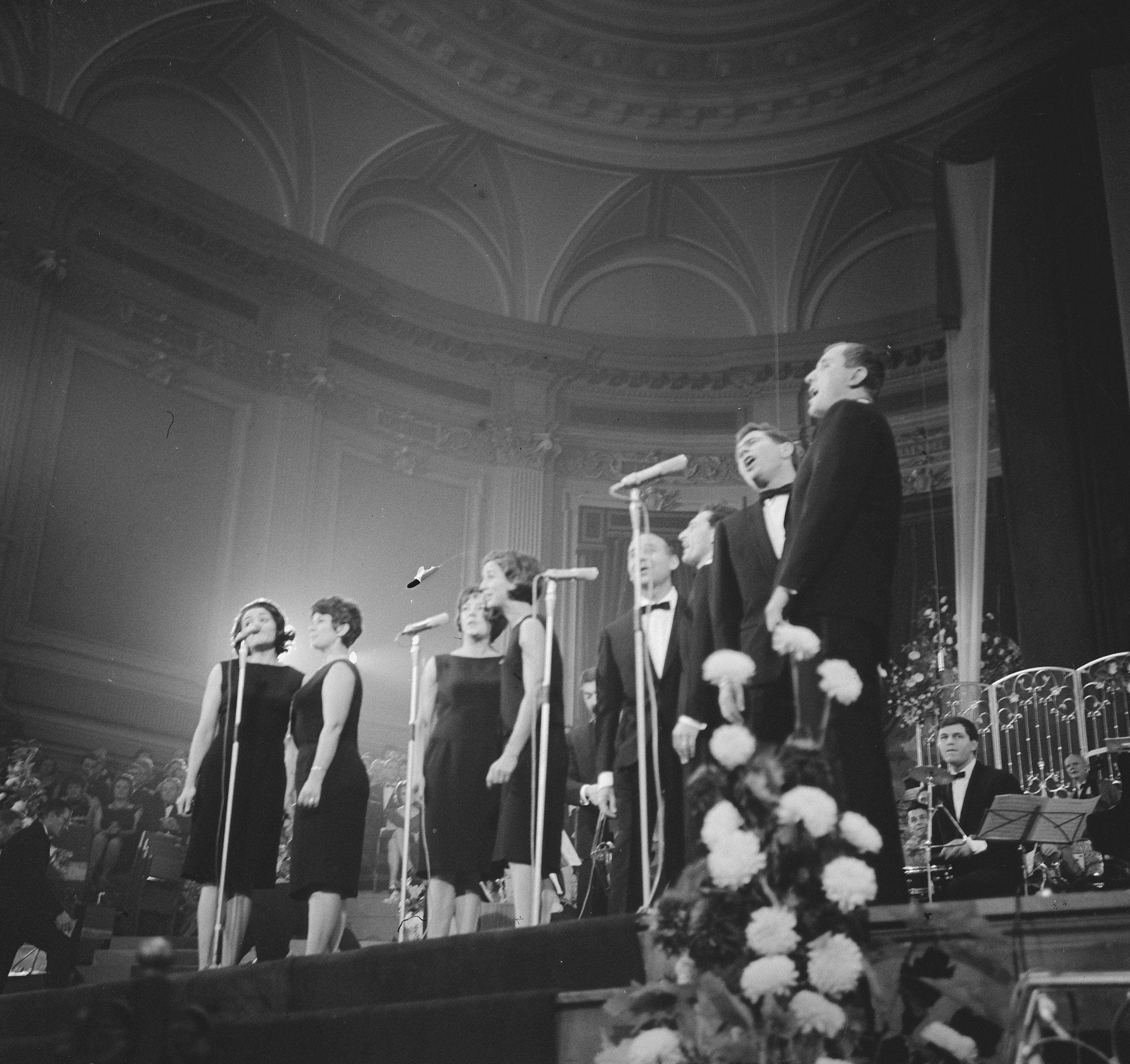
Серед виконавців творів Джонстона вокальний ансамбль Swingles Singers під керівництвом Ворда Свінгла, з яким Джонстон товаришував з 1949 року

Серед головних музичних творів Джонстона другої половини 1970-х років — Songs of Innocence (адаптація віршів Вільяма Блейка для сопрано та квартету інструментів), Visions and Spels (вокальний твір на тексти індіанського населення), Сюїта для мікротонового фортепіано, Two Sonnets of Shakespeare (для бас-баритона або контртенора та ансамблю), Дует для двох скрипок, Diversion (для 11 інструментів), Sonnets of Desolation (замовлення для Swingles Singers), Twelve Partials (для флейти та мікротонального фортепіано). 1979 року на замовлення Конкорд-квартету він написав Струнний квартет № 5, варіацію на тему старовинної аппалачівської пісні Lonesome Valley, яка використовувала найскладнішу на той момент реалізацію чистого строю (13-limit just intonation); вперше його виконав Тремонт-квартет 1983 року. 1980 року вийшов Струнний квартет № 6, ще одна робота в чистому строї (11-limit just intonation), заснована на техніках Арнольда Шенберга — прем'єра відбулась того ж 1983 року у виконанні New World Quartet, а її запис вийшов на лейблі CRI Recording.
1977 року в журналі Perspectives of New Music вийшла розлога аналітична стаття Ренделла Шинна «Ben Johnston's Fourth String Quartet», присвячена Четвертому струнному квартету Джонстона. 1978 року у виданні A.S.U.C. Proceedings вийшла фундаментальна теоретична праця самого Джонстона «Rational Structure in Music» (укр. Раціональна структура в музиці), що підбивала підсумки його досліджень 1970-х років та вводила поняття «решіток» (lattice), які використовувалися у розширеному чистому строї.

### Робота на пенсії

#### Вихід на пенсію (1983)
1983 року Бен Джонстон вийшов на пенсію в Університеті Іллінойсу та отримав посаду професора-емерита. Він продовжував викладати, читав лекції в Бонні, Гамбурзі та Парижі, ділився деталями власної теорії, викладеної в статті «Rational Structure in Music», був заїжджим лектором в Північно-Західному Університеті в Еванстоні, штат Іллінойс. 1986 року у видавництві Scarecrow Press вийшла перша монографія, присвячена музиці Джонстона, The Music of Ben Johnston (укр. Музика Бена Джонстона) Хайді фон Гунден.
1984 року Джонстон написав Сьомий струнний квартет, складний твір, оснований на розширеному чистому строї (13-limit tuning), а 1986 року — Струнний квартет № 8. 1988 року у вашингтонському Кеннеді-центрі відбувся концерт Кронос-квартету, на якому зіграли Другий, Четвертий та, вперше, Восьмий струнний квартети Джонстона. Сьомий квартет, написаний на замовлення Конкорд-квартету, так і не зіграно через його надмірну складність. Серед інших творів Джонстона вісімдесятих років — Trio (для кларнета, скрипки та віолончелі) та Songs of Loss (адаптація віршів Джона Донна для тенора та струнного оркестру).

#### Переїзд до Північної Кароліни (1988—2006)
1988 року Бен Джонстон з дружиною Бетті переїхав з Іллінойсу, де вони мешкали протягом 36 років, до міста Рокі-Маунт, штат Північна Кароліна. Він остаточно припинив викладати, співав в місцевому хорі, аранжував джазові стандарти для струнних квартетів, увійшов до складу ради директорів музичного колективу Tar River Chorus and Orchestra. Того ж року Джонстон написав Симфонію в ля-мажорі для місцевого симфонічного оркестру та закінчив роботу над Струнним квартетом № 9, який невдовзі виконав Стенфорд-квартет. Обидві роботи були підпорядковані спільній ідеї, яка знайшла відбиття в статті Джонстона 1986 року «Extended Just Intonation: A Position Paper» (укр. Розширений чистий стрій: позиційна стаття): композитор розмірковував, якою могла б стати класична європейська музика за умови відсутності рівномірно темперованого строю. Наступного року він написав цикл пісень Calamity Jane to Her Daughter, запис яких вийшов на лейблі CRI Records у виконанні Дори Оренштейн; 1995 року ці пісні були аранжовані для співу під акомпанемент струнного квартету.
Серед робіт Джонстона початку дев'яностих років — Chamber Symphony (для малого оркестру), Sextet (для флейти та струнних), Legacy (для сопрано та скрипки, присвячений Вілфорду Лічу), Ma Mie qui Danse (для вокалу та мікротонального фортепіано, на тексти Емілі Дікінсон), Progression (для контрабаса та перкусії), Sleep and Waking (для перкусії). 1995 року він закінчив роботу над Десятим струнним квартетом, який виявиться для нього останнім. В середині 1990-х Джонстон створив декілька аранжувань творів Гаррі Парча для струнного квартету — Two Studies on Ancient Greek Scales, Barstow та U.S.Highball, — які виконав Кронос-квартет. В другій половині дев'яностих композитор написав твір Invocation для сопрано з маленьким оркестром, а також декілька композицій для квартету саксофонів New Century, музичного ансамблю Music Amici та мікротонального гітариста Джона Шнайдера. Останні роботи Джонстона датовано 2000 роком.

#### Останні роки життя (2006—2019)
На початку 2000-х четверо музикантів з Мілвокі під керівництвом Еріка Стегніца, що грали в ансамблі Present Music, створили Кеплер-квартет, поставивши за мету виконати та записати всі десять струнних квартетів Бена Джонстона. За допомогою одного з учнів Джонстона, гітариста та композитора Андреаса Стефіка, були створені точні MIDI-версії кожного з творів, які використовувалися при підготовці до виконання квартетів. Амбітний проєкт тривав понад десять років. 2006 року звукозаписувальна компанія New World Records випустила перший альбом із записом 2, 3, 4 та 9 квартетів. За п'ять років на тому ж лейблі вийшов запис 1, 5 та 10 квартетів. У квітні 2016 року — «після 14 років та понад 1 999 дублів в студії», та за місяць після 90-річного ювілею Джонстона — вийшов останній диск із записом 6, 7 й 8 квартетів та бонус-треком Quietness. Струнні квартети № 7 та № 8 було виконано вперше.
2006 року Бен Джонстон переїхав до Вісконсину, щоб доглядати за хворою дружиною. Бетті Джонстон померла 2007 року. Останні роки життя Бен Джонстон жив у своєму будинку у Медісоні, штат Вісконсин, під наглядом дочки Сібіл, боровся із деменцією і хворобою Паркінсона. Джонстон помер 21 липня 2019 року, йому було 93 роки.

## Творчий портрет

### Композитор
Хоча найважливіший та найвідоміший доробок Бена Джонстона пов'язаний із мікроінтервальною музикою, він був багатогранним композитором, який в різні періоди життя працював в різних стилях. Під впливом служби у військово-морських силах, його рання музика містила елементи джазу, а протягом 1950-х років мала переважно неокласичний характер. Після закінчення Септету (1956—1958) композитор розчарувався у традиційних способах написання музики, бо його твори виглядали застарілими та неоригінальними. Під впливом знайомих авангардистів, таких як Джон Кейдж, який написав всесвітньо відому п'єсу 4′33″, та Леджарен Гіллер, що створив першу у світі повністю згенеровану комп'ютером композицію Illiac Suite, наприкінці 1950-х років Бен Джонстон почав експериментувати із серіалізмом. На початку 1960-х років, через десять років після учнівства у Гаррі Парча, він вперше став писати музику в чистому строї. Протягом 1960-х років Джонстон писав авангардну музику, дотримуючись та іноді навіть передбачаючи тогочасні тренди, такі як використання методів комбінаторики, музичне цитування, експериментуючи з алеаторикою та електронною музикою. Нарешті, в 1970-ті роки, під впливом католицизму, він повернувся до написання тональної музики із використанням «розширеного чистого строю», і дотримувався цього напрямку протягом решти кар'єри.
Бен Джонстон навчався у таких всесвітньо відомих композиторів, як Даріус Мійо, Гаррі Парч, Берріл Філліпс та Джон Кейдж, проте більшу частину життя залишався індивідуалістом, шукаючи власний творчий шлях. Учнівство у Гаррі Парча вплинуло на захоплення Джонстона чистим строєм, проте його музика суттєво відрізнялася як від музики Парча, так від музики інших його учнів, таких як Лу Гаррісон або Джеймс Тенні. Бена Джонстона ставили в один ряд з іншими тогочасними американськими композиторами мікроінтервальної музики, як то Езра Сімс або Ізлі Блеквуд, але їхні погляди на музичну естетику були суттєво відмінними. Музикознавець Боб Гілмор вважав музику Джонстона ближчою до інших університетських композиторів другої половини XX століття, таких як Роберт Еріксон, Кеннет Габуро, Роджер Рейнолдс, Ельвін Люсьєр, та колег Джонстона по Університету Іллінойсу, як то Герберт Брюн, Леджарен Гіллер та Сальваторе Мартірано.
Основною рушійною силою Джонстона як композитора було бажання створення «акустично коректної музики», позбавленою вад, притаманних рівномірно-темперованому строю. Все своє життя він удосконалював методи написання музики в чистому строї, одночасно формулюючи власне розуміння теорії «розширеного чистого строю» та відповідної музичної нотації. Багато років Джонстон працював на самоті, залишаючись невідомим та незрозумілим широкому загалу виконавців та слухачів, створюючи музику для університетських колег, знайомих та учнів, і лише наприкінці 1970-х років здобув репутацію композитора, який здатний писати музику неймовірної чистоти та краси, відмовившись від звичної звуковисотної шкали.
|                                                         | Музика Джонстона складна. Він висуває вимоги до висоти та ритму, які спочатку здаються неможливими, але потім стають реальністю, коли виконавці починають чути органічні зв'язки, які використовує композитор. Для Джонстона чистий стрій — це не просто теорія — він чує його, а його музика показує іншим, як виявити чистоту звуку.Оригінальний текст (англ.) Johnston's music is complex. He makes pitch and rhythmic demands that at first seem impossible but then become a reality when performers begin to hear the organic relationships that the composer is using. For Johnston, just intonation is not simply a theory — he hears it, and his music shows others how to discover purity of pitch. |
| — Хайді фон Гунден, The music of Ben Johnston, 1986 рік | |

### Викладач
Перший досвід викладання Бен Джонстон отримав в Консерваторії Цинциннаті 1950 року, де був помічником вчителя композиції. Після отримання ступеня магістра образотворчого мистецтва в Міллз-коледжі Джонстон цілеспрямовано шукав роботу викладача. Йому пощастило опинитися в Університеті Іллінойсу в Урбана-Шампейн, який на початку 1950-х років проводив масштабну реорганізацію, мав солідний бюджет, розширював набір навчальних програм та проводив Фестиваль сучасних мистецтв. Джонстона найняли на пів ставки в Музичну школу університету, де він навчав бакалаврів теорії музики, а ще на пів ставки — у Танцювальне відділення, де працював композитором та акомпаніатором, а 1959 року отримав в університетській Музичній школі постійний контракт викладача.
Джонстон працював в Університеті Іллінойсу з 1951 по 1983 роки. Також він читав лекції за межами рідного університету, наприклад, був виїзним лектором-композитором в Єльському університеті (Нью-Гейвен) та Дартмутському університеті (Гановер), або читав в Югославії, Західній Німеччині, Шотландії та Англії лекції про Гаррі Парча. Деякі з його лекцій — наприклад, «Пропорційність і розширене співвідношення музичних висот», вперше прочитана у Весліанському університеті Іллінойсу 1964 року, — пізніше вони вийшли як статті. Після відходу на пенсію Джонстон отримав «Нагороду Кампусу за відмінні досягнення у викладанні для студентів».
Багато з учнів Джонстона продовжили свою професійну кар'єру як музиканти, композитори або музикознавці. За словами Хайді фон Гунден, «як викладач Джонстон виявляв таку саму увагу й точність, що мав у своїй музиці; він був обережним, щоб дозволити кожному студентові композиції розвивати свій власний стиль». Серед учнів Джонстона — засновник вокального ансамблю Swingle Singers Ворд Свінгл, який навчався у класі Джонстона ще в Консерваторії Цинциннаті, музикознавець Рендал Шинн, що присвятив Четвертому струнному квартету Джонстона свою докторську дисертацію, музичний критик, музикознавець та композитор Кайл Ганн, гітарист та композитор Андреас Стефік, композитори Стюарт Сондерс Сміт, Нілі Брюс, Томас Альберт, Ларрі Поланскі, Майкл Пісаро, Маннфред Штанке, Тобі Твайнінг та інші.
|                                                    | Я навмисно не заохочував своїх студентів ставати послідовниками. Дехто по-своєму застосував той стрій, який я використовую, але не тому, що я їх до цього спонукав. Я навчав розширеному чистому строю тоді, коли про це просили, але не виключав інших способів композиції. Я просто проводив рекогностування. Мій метод як учителя завжди полягав у тому, щоб намагатися зрозуміти, де знаходиться учень як митець, і дати йому чи їй змогу побачити це чіткіше та, якщо можливо, досягти цієї індивідуальності ефективніше.Оригінальний текст (англ.) I have quite intentionally not encouraged my students to become disciples. A few have undertaken in their own ways the kind of intonation I am using, but not because I urged them to. I have taught extended just intonation when asked to do so, but not in exclusion of other ways of composition. I have simply been providing a reconnaissance. My method as a teacher has always been to try to understand just where a student is as an artist, and to enable him or her to see that more clearly and if possible to achieve that individuality more effectively. |
| — Бен Джонстон, A.S.U.C. Keynote Address, 1987 рік | |

### Автор статей
Бен Джонстон був не лише композитором, який створював музику, але й автором, що міг писати про свою музику та про творчість інших. Його тексти виходили в академічних наукових журналах, в матеріалах конференцій, книгах та енциклопедіях, переважно в США. Він не тільки писав спеціалізовані технічні статті з музичної теорії, але й ділився загальними роздумами про роль композитора в тогочасному світі. Також Джонстон самостійно готував описи власних творів перед їхнім прем'єрним виконанням або публікацією у складі музичних альбомів.
2006 року музикознавець Боб Гілмор опублікував збірку творів Бена Джонстона, яка містила ключові тексти, написані композитором протягом понад чотирьох десятиліть — з 1959 по 2003 роки. Деякі з них раніше виходили в музичних журналах та інших виданнях, інші не публікувалися, але зберігалися в архіві Музичної бібліотеки Північно-Західного університету в Еванстоні, а кілька статей Джонстон написав спеціально для збірки. Обрана Гілмором назва книги — «Maximum Clarity» and other writings on music, — зосереджувала увагу на «максимальній чіткості», як на ключовій концепції, яка описувала життя та творчість Джонстона. До видання увійшло 42 статті, розподілені на чотири групи: «Про музичну теорію», «Про музичну естетику та культуру», «Про деякі композиції» та «Про інших композиторів».

### Музичний теоретик
Бен Джонстон не ставив за мету створення повної музичної теорії, відмінної від загальноприйнятих положень, але у своїх статтях послідовно досліджував зв'язки між музикою, математикою та акустикою. Як і його вчитель Гаррі Парч, Джонстон відштовхувався від принципів побудови музичних інтервалів, винайдених в античні часи Піфагором, але зміг поглибити та узагальнити висновки Парча. Перші досліди Джонстона датовані 1959 роком, але основні висновки його теоретичних робіт містяться в статтях, опублікованих протягом шістдесятих та сімдесятих років: «Скалярний порядок як композиційний ресурс» (1964), «Пропорційність і розширене співвідношення музичних висот» (1966) та «Раціональна структура в музиці» (1976). Джонстон був зацікавлений у перегляді підходів до музичних інтервалів, бо вважав, що висоті звуку і заснованим на ній мелодії та гармонії, приділяли в тогочасній композиції все менше значення, ніж іншим характеристикам, як-то ритм та тембр; підтвердженням цього він вважав засилля таких концепцій, як серіалізм, невизначена музика та конкретна музика. Джонстон хотів уникнути розділення музики на «мистецтво тону та мистецтво шуму», та вважав висоту занадто важливим складником звучання, щоб нею можна було нехтувати.

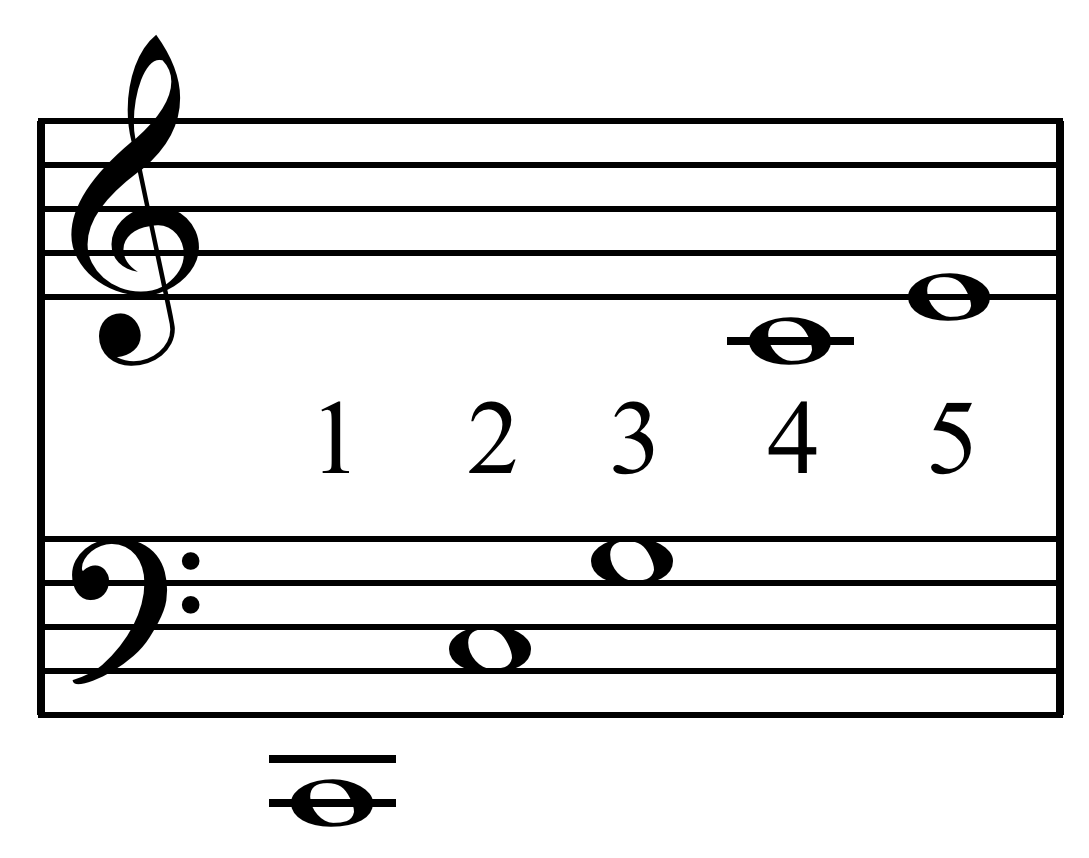
Перші п'ять обертонів, на яких побудовані інтервали чистого строюФайл:Harmonic_series_klang.mid

Основою теоретичних праць Джонстона є система настроювання музичних інструментів, знана як «чистий стрій» (англ. just intonation). Відома з античних часів, вона вимагала відтворення «чистих» інтервалів, щоб уникнути акустичного биття, та вважалася естетичним ідеалом в часи Відродження. Попри те, що чистий стрій був розповсюджений в багатьох музичних культурах, у XVIII столітті в європейській музичній практиці від нього відмовилися на користь  рівномірно-темперованого строю заради можливості використовувати усі 24 тональності. На думку Джонстона в 1960-ті роки «обмежена кількість нот» призвела до вичерпання композиційних ресурсів.
Джонстон повернувся до старовинної практики описувати музичні інтервали як відношення висот звуків: октава — 2/1, чиста квінта — 3/2, чиста кварта — 4/3, чиста велика терція — 5/4, чиста мала терція — 6/5. У відомому до цього «чистому строї» відношення інтервалів позначалися за допомогою простих чисел 2, 3 та 5 (дріб 6/5 може бути побудованим за допомогою цих простих чисел, тобто 2×3/5), відповідаючи обертонам не вище п'ятого порядку. Але Джонстон пішов далі та почав використовувати інтервали, які відповідали обертонам сьомого, одинадцятого, тринадцятого та вищих порядків, назвавши це «розширеним чистим строєм». Композитор вважав це еволюційним продовженням ідей музичних теоретиків XX століття, очікуючи, що людські можливості розрізняти незначні відтінки висоти звучання мають з часом покращуватися. Погляди Джонстона були дуже незвичними для шістдесятих років, закріпивши за ним репутацію одного з лідерів мікроінтервальної музики. Сам композитор називав свій внесок «спробою поєднати Дебюссі та Парча, щоб закінчити революцію [яка розпочалася в цьому столітті] та поєднати її з перевизначенням старих цінностей».

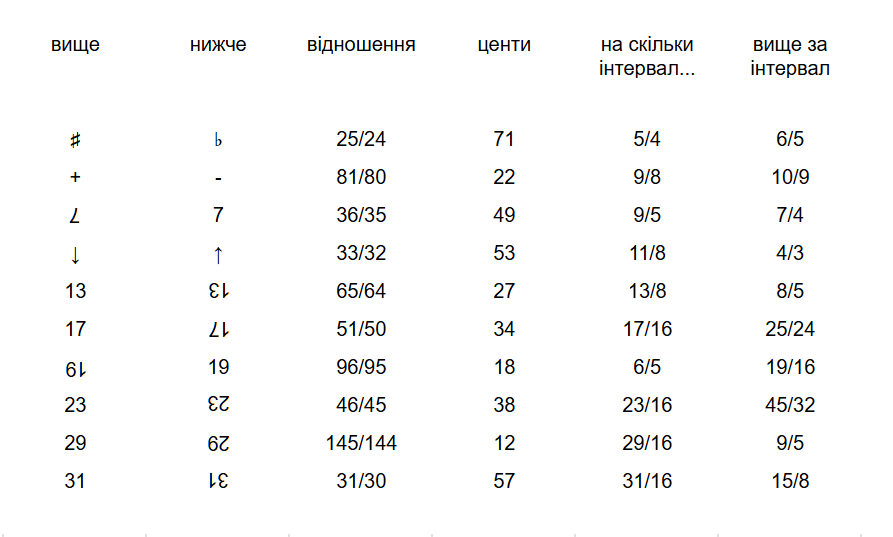
Система позначень для розширеного чистого строю (31-limit) з однойменної статті Бена Джонстона (2003)

Робота із більшим, ніж зазвичай, набором звуків, призвела до необхідності переосмислити музичну нотацію. У ранній статті Джонстона «Скалярний порядок як композиційний ресурс» описувався ряд із 53 звуків в межах октави, використаний в Другому струнному квартеті, де дієзи та бемолі підвищували або знижували висоту звучання не на рівномірно темперований півтон (100 центів), а на інтервал 25/24 (приблизно 71 цент); тоді ж Джонстон вперше використав символи «плюс» та «мінус», які змінювали висоту на синтонічну кому (81/80, приблизно 22 центи). У пізніших творах Джонстона, що містили інтервали, засновані на простих числах 7, 11, 13, 17, 19, 23, 29 та 31, композитор ввів нові символи, які назвав «хромами» (англ. chroma). Знаки альтерації могли поєднуватися, створюючи ще більше нових звуків, тому описуючи свій П'ятий струнний квартет Джонстон зізнавався, що «не мав жодного уявлення, на скільки саме частин розбивалася октава».

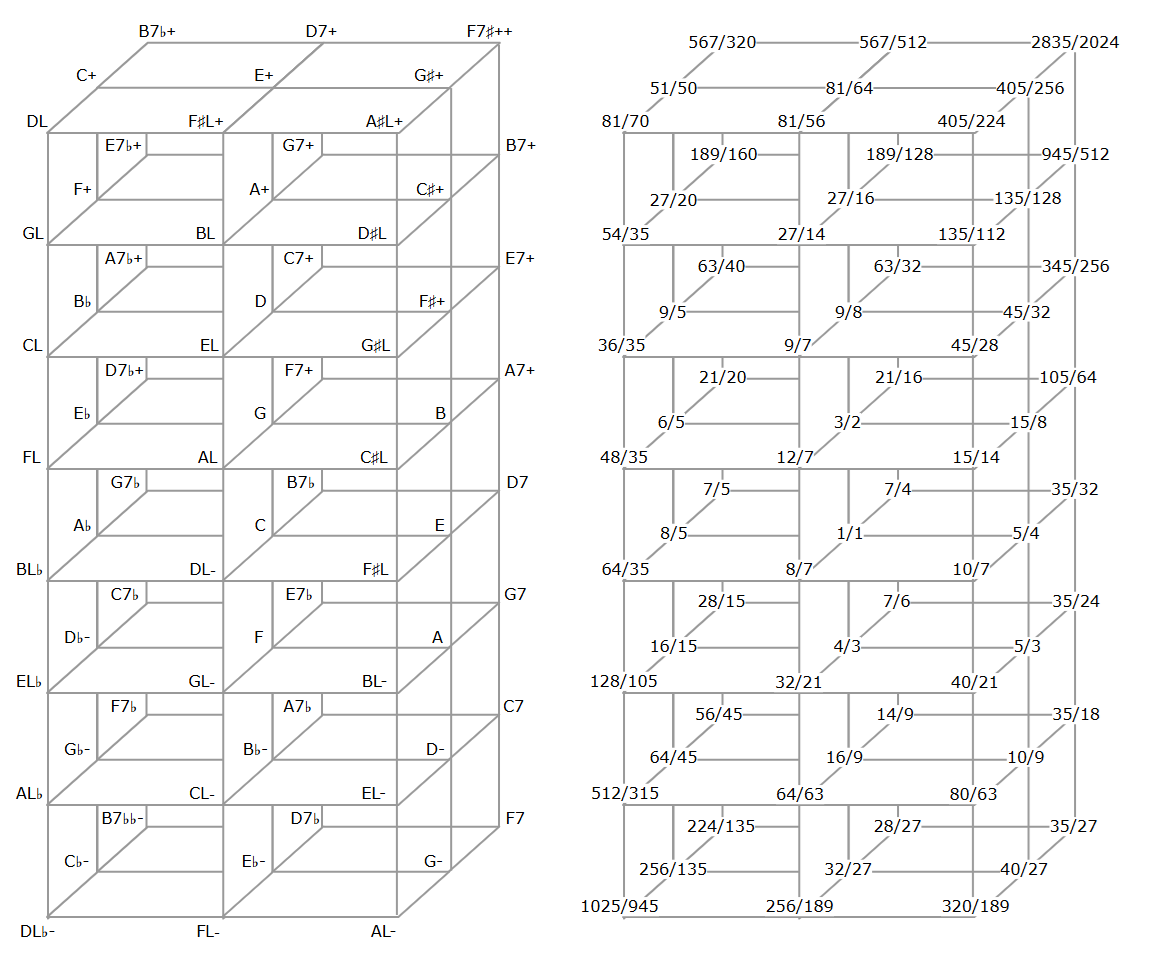
Три виміри (3, 5, 7) решітки, побудованої навколо відношень висот звуків із використанням простих чисел 2, 3, 5 та 7, описаної в статті Бена Джонстона «Rational Structure in Music» (1976). Ліве зображення використовує нотацію Бена Джонстона, праве містить відповідні відношення висот звуків.

Іншим концептуальним досягненням Джонстона стало введення поняття «решітки» (англ. lattice), як геометричного відображення звуків, що виникають у чистому строї. Решітка складалася зі звуків, які знаходяться один від одного на відстані інтервалів, побудованих за допомогою простих чисел. Що більшою була кількість простих чисел, то більше вимірів мала решітка. Найпростіший піфагорійський стрій, що будувався за допомогою накладання октав (2/1) та чистих квінт (3/2), можна було показати як двовимірну решітку, бо його побудова вимагала використання лише двох простих чисел (2, 3). Натуральний стрій, який містив чисту мажорну терцію (4/5) та мінорну терцію (5/6), вимагав тривимірної решітки, бо використовував три простих числа (2, 3 та 5). Використання інтервалів, основаних на сьомому та вищих обертонах, призводили до створення ще складніших та багатовимірніших структур. Джонстон використовував решітки, щоб пояснити не лише техніку побудови різних нот, але і їхнє естетичне значення. Поєднання звуків, близьких один до одного в решітках (так званих «гармонічних сусідів», англ. harmonic neighbors), дозволяло створювати раніше невідомі послідовності звуків, які неможливо було пояснити загальноприйнятими методами, заснованими на тональності та музичній гармонії. Сьомий струнний квартет, оснований на решітках високих порядків, став одним з найскладніших та найнасиченіших мікроінтервалами творів Джонстона, через що довгий час залишався невиконаним.

## Особисте життя

### Родина
- Батько — Бенджамін Бервелл Джонстон-старший (1894—?), редактор газети Telegraph в Мейконі[51]
- Мати — Джанет Росс Джонстон, вчителька недільної школи[51]
- Сестра — Джанет Джонстон (1932—1999), вчителька математики в Сент-Луїсі, Міссурі[51]
- Перша дружина, 1946 рік — Дороті Гейнс, співачка[6]
- Друга дружина, з 1950 року — Бетті Рут Голл (1927—2007), студентка художнього інституту[52][53]
  - Троє дітей — Сибіл, Росс, Крістофер[54][53].
  - Троє онуків — Міе Інує, Лейф Інує та Роберт Джонстон[55].

### Психічне здоров'я
З юнацького віку та протягом всього життя Бен Джонстон мав проблеми із психічним здоров'ям. У середині 1940-х років під час військової служби на кораблі «Огаста», дізнавшись від президента Трумена, що на Хіросіму буде скинута атомна бомба, Джонстон зазнав психологічного стресу та невдовзі його звільнили за станом здоров'я. Пізніше в нього діагностували маніакально-депресивний синдром, що призводив до різких змін настрою. Психотичні розлади Джонстона призводили до періодів активного написання музики або захоплення грою в карти. В середині 1960-х років Джонстон опинявся в лікарні, але переважно намагався боротися із захворюванням, вживаючи малі дози медикаментів, які робили його надзвичайно тихим та спокійним, або за допомогою дієт. Попри прогнози лікарів, з часом його стан покращився.

Розлади психічного здоров'я знайшли відбиття у творчості Джонстона. За словами музикознавиці Хайді фон Гунден, «періоди, які були пов'язані зі станом депресії та їхнім подоланням, були найкреативнішими для Джонстона». Соната для мікротонового фортепіано стала прямим наслідком невдалого досвіду взаємодії Джонстона з Фондом Гурджиєва, а Crossings (поєднання Третього та Четвертого струнних квартетів) символізували зміни у психологічному стані композитора. Проблеми зі здоров'ям врешті-решт стали причиною того, що Джонстон знайшов порятунок у католицизмі:
|                                                   | Приблизно в 1970 році сталося багато чого. У мене була дуже серйозна криза здоров'я, мені не потрібно вдаватися в подробиці, але це було дуже страшно, і все закінчилося добре. Я не виявив раптово, що помираю чи щось подібне, але це було так само погано, і це мене дуже налякало. Я справді рік чи пару років не знав, впораюся з цим чи ні. Цей досвід повернув мене до релігії, яку я покинув, і, відкривши її заново, я виявив, що став набагато щасливішим.Оригінальний текст (англ.) In about 1970 a lot of things happened. I had a very big health crisis, which I needn’t go into in detail, but it was very frightening and it turned out well. I didn’t suddenly discover that I was dying or something like that, but it was as bad as that, and it really frightened me. I really didn’t know for a year or for a couple of years whether I would make it through or not. That experience threw me back on religion, which I had let drop, and having re-discovered that, I found I was much happier. |
| — Бен Джонстон, Інтерв'ю з Брюсом Даффі, 1987 рік | |

### Релігійні вподобання
В дитинстві Бен Джонстон відвідував Вайнвільську баптистську церкву разом із матір'ю, яка працювала вчителькою у недільній школі, і сестрою; його батько був агностиком. У дев'ятирічному віці Джонстона похрестили. Коли Джонстон подорослішав і шукав роботу вчителя, його віра не була настільки сильною. Вони з дружиною Бетті навіть відмовилися від привабливої пропозиції від Баптистського коледжу в Блу-Маунтен: «Пропозиція містила дві вимоги: паління було заборонено, і всі члени факультету мали бути членами Баптистської церкві. Джонстони відмовилися. Жоден з них не хотів брати на себе релігійні зобов'язання, а Бетті палила» — писала Гайді фон Гунден.
Наприкінці 1950-х років Джонстони зацікавилися езотеричними вченнями Георгія Гурджиєва та його послідовника Петра Успенського. Композитор хотів подати заявку на отримання гранту Програми Фулбрайта для навчання в Парижі, де, окрім роботи в студії П'єра Шеффера, він мав би можливість відвідувати Інститут Гурджиєва в Авоні, неподалік Фонтенбло, але врешті-решт отримав Грант Ґуґґенгайма і провів рік в Нью-Йорку, де навчався у Фонді Гурджиєва, намагаючись оволодіти духовною мудрістю зі Сходу. Джонстон використовував дев'ятикутну «енеаграму», запозичену зі вчення Гурджиєва, при написанні Другого струнного квартету, але в середині 1960-х років розчарувався у вченні Гурджиєва і знищив чернетки квартету, які нагадували йому про езотеричні методи композиції. Негативний досвід навчання філософії та спіритуалізму Джонстон відобразив у сонаті для мікротонового фортепіано Grindlemusic, назва якої містила відсилання до героя порнографічного роману Candy, прототипом якого був Гурджиєв. Наслідки знайомства із вченням Гурджиєва були настільки руйнівними для здоров'я Джонстона, що він на деякий час потрапив до лікарні, намагаючись вийти з духовної кризи.
1970 року під час Свята Тіла і Крові Христових Джонстон приєднався до Католицької церкви. Ця подія кардинальним чином вплинула на його творчість. «Я докладаю максимум зусиль, щоб кожна робота була релігійним наміром, а не просто „вираженням“ мого его. Це означає, що я беру на себе досить багато (і не пишу велику кількість робіт)» — писав Джонстон у листі Хайді фон Гунден 1976 року. Композитор відмовився від створення авангардних творів, зрозумілих лише обмеженій кількості поціновувачів, замість цього «гуманізувавши» власну музику, зробивши її тональною. Католицизм Джонстона вплинув і на його репертуар: «Меса» (1972) була основана на літургічних текстах, Четвертий струнний квартет (1973) — на християнському гімні «Чудова ласка», а «Пісні невинності» (1975) мали різдвяну тематику.

У 1990-ті роки погляди Джонстона змінились ще раз. Він перестав бути католиком, але практикував медитацію, вивчав різні духовні дисципліни. Захоплення суфізмом наприкінці 1990-х призвело до написання циклів пісень, заснованих на віршах перського поета Джалаледдіна Румі, що увійшли до збірки Ruminations. Дослідник життя та творчості Джонстона Боб Гілмор 2013 року писав:
|                                                                             | Життя Джонстона було відзначене глибоким інтересом до релігійних вірувань і різними формами відданості їм. Якщо дивитись в цілому, його траєкторія була частково екуменічною, з періодом інтенсивного захоплення католицизмом, і частково тим, що можна було б назвати формою «міжконфесійного плюралізму», зокрема вивчення традиційних релігій, як-от буддизму і містичних систем, як-от система Гурджієва. Джонстон давно стверджував, що «правильно зрозумілі мистецтво та релігія мають однакові цілі… пошук усередині: зусилля привести поверхневе життя до значущого зв'язку з його найбільш особистим, найменш егоцентричним рівнем „я“».Оригінальний текст (англ.) Johnston's life has been marked by a profound interest in, and varying forms of devotion to, religious belief. Viewed as a whole, his trajectory has been partly ecumenical, with a period of intense involvement in Roman Catholicism, and partly what might be termed a form of «interfaith pluralism», involving the study of traditional religions such as Buddhism and mystical systems such as that of Gurdjieff. Johnston has long maintained that, «[p]roperly understood, art and religion have the same aims… [a] search inward: an effort to bring each surface life into meaningful relation with its most personal, least egocentric level of self». |
| — Боб Гілмор, анотація до альбому Ruminations. Амстердам, жовтень 2013 року | |

## Визнання
Американський музичний критик Джон Роквелл в газеті «Нью-Йорк таймс» називав Джонстона «одним із найкращих невідомих композиторів, яких може запропонувати ця країна», а 2012 року Марк Свед в газеті «Лос-Анджелес таймс» додав, що Джонстон є найкращим з невідомих композиторів США. Свед зауважив, що хоча композитора ігнорувала більшість музичних установ, а концерти з його творів відбувалися напрочуд рідко, разом з тим він залишався «легендою, принаймні у світі мікротональної музики, яка досліджувала звуки, що існують між клавішами фортепіано». Аллан Козінн з «Нью-Йорк таймс» охрестив Джонстона «людиною, яка зробила мікротональну музику мелодичною».
Музичний критик та колишній учень Джонстона Кайл Ганн називав одним з найбільших досягнень композитора третю частину його Сьомого струнного квартету, в якій октава розділялася не на 12, а на понад 1200 звуків. Квартет був настільки складним, що, попри те, що він написаний 1984 року, його вперше зіграли лише в середині 2010-х років. Разом з тим, його створено настільки ретельно, що він дозволяв музикантам «безпечно повзати, інтервал за інтервалом, крізь цей вільний, безконтактний, нескінченний простір — бути астронавтами гармонії, що літають за межами гравітації „ля“ 440 Гц». На думку Ганна, «це концептуальне досягнення залишає Булеза і Штокхаузена далеко позаду». Критик також відзначав, що на відміну від Яніса Ксенакіса або Джона Кейджа, які хотіли «перевинайти музику», Бен Джонстон навпаки, намагався зберегти основи сучасної музики, закладені у XVII столітті: «Для Бена тональна музична система, яку ми розробили протягом останніх кількох століть, була шаблоном, першою чернеткою, гідним наближенням, але лише фрагментом всесвіту, який він міг почути».
Американський джазовий музикант та ютубер Адам Нілі називав Сьомий квартет Бена Джонстона найскладнішим для виконання твором за всю історію музики. Він цитував Ганна, який називав квартет «Бурдж Халіфою звукової концептуалізації», та наголошував, що від музикантів вимагається віртуозність не у швидкості відтворення нот, а у визначенні висот звуків, обраних композитором. «Неймовірна складна математика, яка лежить в основі твору, перетворює його не на какофонію, а на дивний, резонансний звуковий ландшафт, несхожий ні на що з того, що ви чули раніше» — підкреслював Нілі.

## Премії та нагороди
- 1943 — перше та друге місце у змаганні композиторів, що проводив журнал Scholastic Magazine (за пісню «Homeward» та Фугу в ре мінор)[4].
- 1946 — друге місце у змаганні композиторів, що проводила Національна федерація музичних клубів (за композицію All the King's Horses)[5].
- 1947 — перше місце у конкурсі студентських мюзиклів, що проводила Broadcast Music Incorporated (за мюзикл Carry Me Back, режисер Вілфорд Ліч)[5].
- 1959—1960 — грант Ґуґґенгайма[60][8].
- 1966—1967 — грант Національного фонду мистецтва та гуманітарних наук[en][60][11].
- 1977 — переможець Національного змагання композиторів, яке проводило Міжнародне товариство сучасної музики (за Третій струнний квартет)[14][71].
- 2007 — премія Deems Taylor Award Американського товариства композиторів, авторів та видавців[en] (за збірку Maximum Clarity and Other Writings on Music)[60][72].
- 2007 — відзнака Американської академії мистецтв та літератури за життєві досягнення[73].
- 2008 — нагорода Симфонічного оркестру Південно-Західного Німецького радіо[en] на фестивалі Дні музики в Донауешінґені (за Квінтет для груп)[60].

## Список праць

### Музичні твори
Бен Джонстон є автором понад 100 музичних композицій, сценічних творів для опери, театру та балету, симфонічних та камерних робіт, хорової та вокальної музики, творів для фортепіано, експериментальних електроакустичних та невизначених композицій.
- 1943 — Homeland
- 1943 — Fugue in D Minor
- 1944 — Ballade in E major
- 1944 — Concerto in E
- 1944 — Theme and Variations
- 1946 — All the King's Horses
- 1947 — Carry Me Back
- 1949 — Etude-Toccata
- 1950 — The Wooden Bird
- 1950 — Le Goût de néant
- 1950 — Somewhere I Have Never Travelled
- 1951 — Concerto for Brass
- 1951 — A Nocturnal upon St. Lucie's Day
- 1952 — Fire
- 1952 — Concerto for Percussion
- 1953 — Celebration
- 1953 — Toccata for piano
- 1954 — L'Invitation au château
- 1954 — The Zodiac of Memphis Street
- 1955 — St. Joan
- 1955 — Night
- 1955 — Three Chinese Lyrics
- 1956 — Gertrude, or Would She Be Pleased to Receive It?
- 1958 — Septet
- 1959 — Gambit
- 1959 — Diversions for Four
- 1959 — String Quartet No. 1 («Nine Variations»)
- 1960 — Ivesberg Revisited
- 1960 — Newcastle Troppo
- 1960 — Passacaglia and Epilogue
- 1960 — Five Fragments
- 1961 — The Taming of the Shrew
- 1961 — Sonata for Two
- 1962 — A Sea Dirge
- 1963 — Duo for Flute and String Bass
- 1963 — Motet
- 1963 — Non Piu
- 1963 — Knocking Piece
- 1964 — String Quartet No. 2
- 1964 — Of Vanity
- 1965 — Sonata for Microtonal Piano
- 1966 — Quintet for Groups
- 1966 — Lament
- 1966 — String Quartet No. 3 (Verging)
- 1966 — Ci-Gît Satie
- 1966 — Prayer
- 1967 — One Man
- 1968 — Museum Piece
- 1969 — Casta Bertram
- 1969 — Auto Mobile
- 1969 — Kindergartenlieder
- 1969 — Knocking Piece Collage
- 1969 — Number One: Casta *
- 1969 — Number Two: Recipe for a *
- 1969 — Number Three: Conference — A Telephone Happening
- 1969 — Number Four: Knocking Piece II
- 1970 — Carmilla
- 1971 — Rose
- 1972 — Mass
- 1973 — String Quartet No. 4 (The Ascent, «Amazing Grace»)
- 1973 — I'm goin’ away
- 1975 — Songs of Innocence
- 1975 — In Memory, Harry Partch
- 1976 — Visions and Spels
- 1978 — Duo for Two Violins
- 1978 — Two Sonnets of Shakespeare
- 1978 — Suite for Microtonal Piano
- 1978 — Strata
- 1979 — Diversion (for eleven instruments)
- 1979 — String Quartet No. 5
- 1979 — Age of Surveillance
- 1980 — String Quartet No. 6
- 1980 — Twelve Partials
- 1980 — Sonnets of Desolation
- 1981 — Trio for Clarinet, Violin and Cello
- 1984 — String Quartet No. 7
- 1984 — Toccata for violoncello
- 1985 — The Demon Lover's Doubles
- 1986 — String Quartet No. 8
- 1986 — On Love
- 1987 — Palindromes
- 1987 — Songs of Loss
- 1987 — Revised Standards
- 1988 — Symphony in A
- 1988 — String Quartet No. 9
- 1988 — Journeys
- 1989 — Calamity Jane to her Daughter
- 1989 — Ponder Nothing
- 1990 — Chamber Symphony
- 1990 — Sextet
- 1991 — Fugue for Viols
- 1991 — Legacy
- 1991 — Ma Mie Qui Danse
- 1992 — Pursuit
- 1993 — Progression
- 1993 — Mantram
- 1993 — A Man and a Woman Sit Near Each Other
- 1994 — Sleep and Waking
- 1994 — Secret
- 1994 — Barstow
- 1994 — Two Studies on Ancient Scales
- 1994 — U.S. Highball
- 1995 — String Quartet No. 10
- 1996 — Alap
- 1997 — Invocation
- 1998 — Quietness
- 1999 — Nightreach
- 1999 — O Waly, Waly Variations
- 1999 — Octet
- 1999 — The Tavern
- 2000 — Parable

### Дискографія
Дискографія Бена Джонстона містить понад тридцять музичних альбомів, до яких входили його музичні твори, переважно в складі збірок, на грамофонних платівках або компакт-дисках.
- 1964 — Бертрам Турецкі — In a Recital of New Music
- 1968 — Кеннет Габуро — Kenneth Gaburo Conducts New Music Choral Ensemble in Works of Ives, Nono, Shallenberg, Webern, Johnston, Oliveros, Messiaen
- 1969 — Бертрам Турецкі — The Contemporary Contrabass: New American Music by John Cage, Pauline Oliveros, Ben Johnston
- 1970 — Джон Кейдж та Леджарен Гіллер / Бен Джонстон  — HPSCHD / String Quartet No. 2
- 1972 — La MaMa ETC — Carmilla. A Vampire Tale
- 1976 — Роберт Міллер — Sound Forms for Piano
- 1979 — American Contemporary Music from the University of Illinois
- 1980 — Fine Arts Quartet — String Quartet no.2, String Quarter no.4, String Quartet (1931)
- 1983 — Джозеф Швантнер / Бен Джонстон — Wild Angels of the Open Hills / String Quartet no. 6
- 1984 — Ben Johnston: Visions and Spels; Sonnets of Desolation
- 1986 — Tellus. The Audio Cassette Magazine #14
- 1987 — Kronos Quartet — White Man Sleeps
- 1993 — Дора Оренштайн — Urban Diva
- 1993 — Music Amici — Ben Johnston: Ponder Nothing
- 1994 — Cleveland Chamber Symphony — Ben Johnston. Symphony in A
- 1995 — Джон Фонвілл — John Fonville: Temporal Details
- 1996 — Kronos Quartet — Howl, U.S.A.
- 1997 — Kronos Quartet — Early Music (Lachrymæ Antiquæ)
- 1997 — Бен Джонстон, Філіп Буш — Microtonal Piano
- 1998 — Stanford String Quartet — Stanford String Quartet Plays Bolcom, Johnston, Neikrug
- 2002 — Сюзен Фанчер — Ponder Nothing
- 2003 — Kronos Quartet — Harry Partch: U.S. Highball
- 2005 — Джейсон Бейкер — The Noble Snare (Compositions for Unaccompanied Snare Drum)
- 2006 — Kepler Quartet — Ben Johnston: String Quartets nos. 2, 3, 4, & 9
- 2007 — Uncommon Voices: Chamber Music by Levy, Yannay, Johnston, & Martirano
- 2008 — New Century Saxophone Quartet  — On Track
- 2008 — Рон Джордж — The Floating Bubble
- 2008 — In Celebration of the 50th Anniversary of the University of Illinois Experimental Music Studios (1958—2008)
- 2009 — Donaueschinger Musiktage 2008
- 2011 — Kepler Quartet — Ben Johnston: String Quartets nos. 1, 5, & 10
- 2014 — Бен Джонстон — Ruminations (Settings of Rumi & Billie Holiday)
- 2016 — Darmstadt Aural Documents Box 3 • Ensembles
- 2016 — Kepler Quartet — Ben Johnston: String Quartets nos. 6, 7, & 8